# Zavétnoie (Rostov)
|  | Per a altres significats, vegeu «Zavétnoie». |

Zavétnoie (en rus: Заветное) és un poble de l'óblast de Rostov, a Rússia, segons el cens del 2021 tenia 6.259 habitants, és la seu administrativa del districte homònim.